# Tanguy Bothorel
Pour les articles homonymes, voir Bothorel.
 (octobre 2024).
Tanguy Bothorel est un acteur français, né le 20 avril 1988.

## Filmographie
Télévision
- 2002 : Le Champ dolent d'Hervé Baslé, avec Jean Yanne et Yolande Moreau
- 1999 : Dessine-moi un jouet d'Hervé Baslé, avec Catherine Frot et Roland Blanche